# Karen Torrez
Karen Milenka Torrez Guzman (Cochabamba, 29 de julho de 1992) é uma nadadora boliviana.

## Carreira

### Rio 2016
Torrez competiu nos 50 m livre feminino nos Jogos Olímpicos de Verão de 2016, sendo eliminada nas eliminatórias.